# Служебный конверт

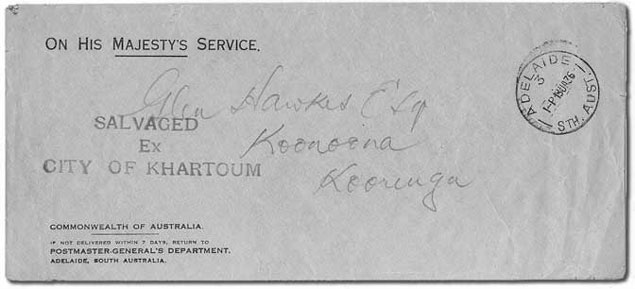
Прошедший почту немаркированный служебный конверт почтового ведомства Австралии (1935). Одновременно является катастрофным письмом

Служе́бный конве́рт — вид почтовых конвертов, предназначенных для пересылки корреспонденции учреждением или организацией в служебных целях.

## Описание
Как правило, служебные конверты имеют соответствующую надпись (например, «Служебное») или оформление (к примеру, заранее напечатанный адрес отправителя или получателя письма).
Государственные органы большинства стран используют конверты с символикой, указывающей на их служебный характер. Так, на служебных отправлениях Великобритании очень часто стоят надписи англ. «O. H. M. S.» или «On His/Her Majesty’s Service», в США используется силуэт орла, в Эфиопии — рука, сжимающая расщеплённую палку со вставленным в расщеп письмом, а Ирландия использует лиру.
На маркированных служебных конвертах обычно напечатана марка, которая соответствует находящейся в почтовом обращении служебной марке. В некоторых случаях на такой марке типографской печатью может быть также нанесено изображение герба государства и название учреждения или организации, которая использует конверт.
Служебные конверты, как маркированные, так и немаркированные, выпускались во многих странах.
Немаркированные служебные конверты представляют филателистическую ценность (как и все целые вещи) при условии, что они прошли почту и имеют соответствующие признаки.

## Примеры
Ниже приводятся примеры служебных конвертов некоторых стран.

### Российская империя
Пересылка нерегистрируемой казённой корреспонденции и приравненных к ним организаций (например, церкви), как правило, за исключением ряда периодов, была бесплатной. При этом для идентификации отправителя на клапане пакета должна была находиться его облатка или сургучная печать. Заказные же письма, за исключением случаев, оговоренных в законе, оплачивались. Кроме того, земские управы в пределах действия своей земской почты предоставляли право бесплатной пересылки и собственным земским структурам — библиотеке, больнице и т. п.

Примеры служебных конвертов Российской империи
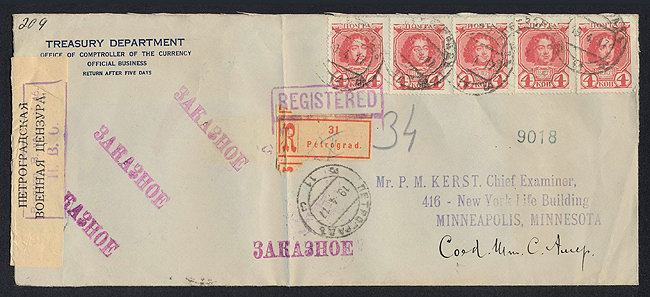
Служебное правительственное[5] заказное письмо от 19 апреля 1917 года из Петрограда в США, с указанием «OFFICIAL BUSINESS» («Служебное деловое») в адресе отправителя
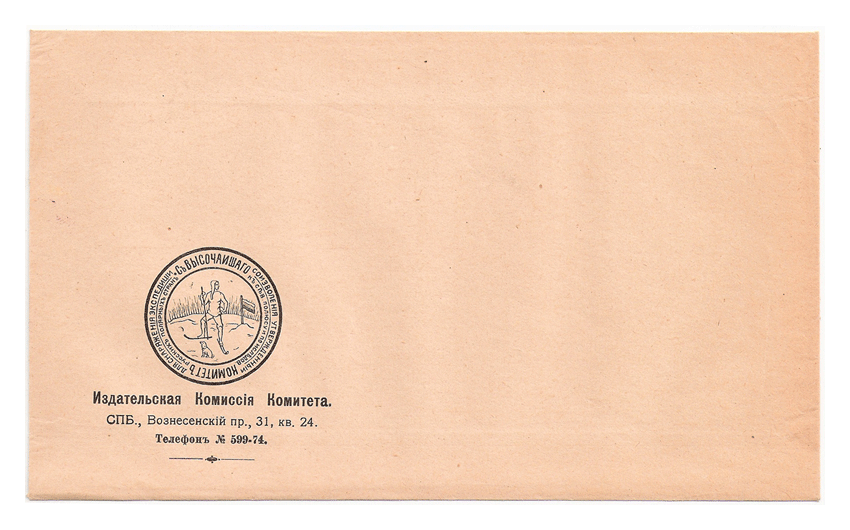
Не прошедший почту немаркированный служебный конверт «Седовского Комитета» (Санкт-Петербург, 1912)

### СССР
В СССР печатались следующие маркированные служебные конверты:
- 1926 — с адресом Центрального управления социального страхования Народного комиссариата труда СССР,
- 1982 — с адресом Главного вычислительного центра Центрального статистического управления СССР[6].

Помимо этого, Министерство связи СССР и другие ведомства и организации применяли для внутренних надобностей немаркированные конверты с соответствующими надписями или оттисками штампа («Служебное», «Правительственное» и т. п.), которые пересылались без оплаты почтового сбора.

Примеры служебных конвертов СССР
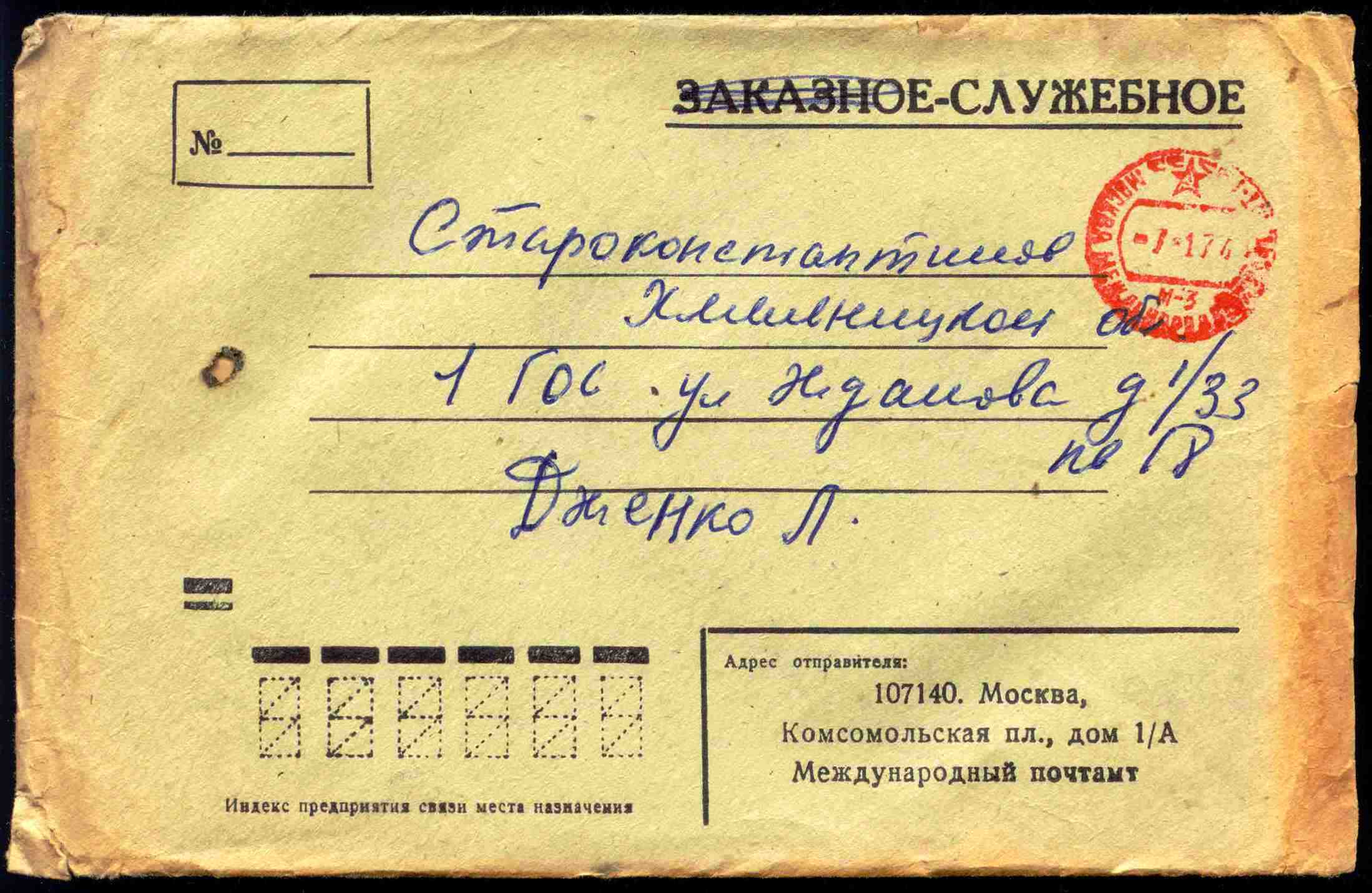
Служебный конверт СССР с надписью «Заказное—Служебное. № _» и календарным штемпелем Международного почтамта в Москве (1974)
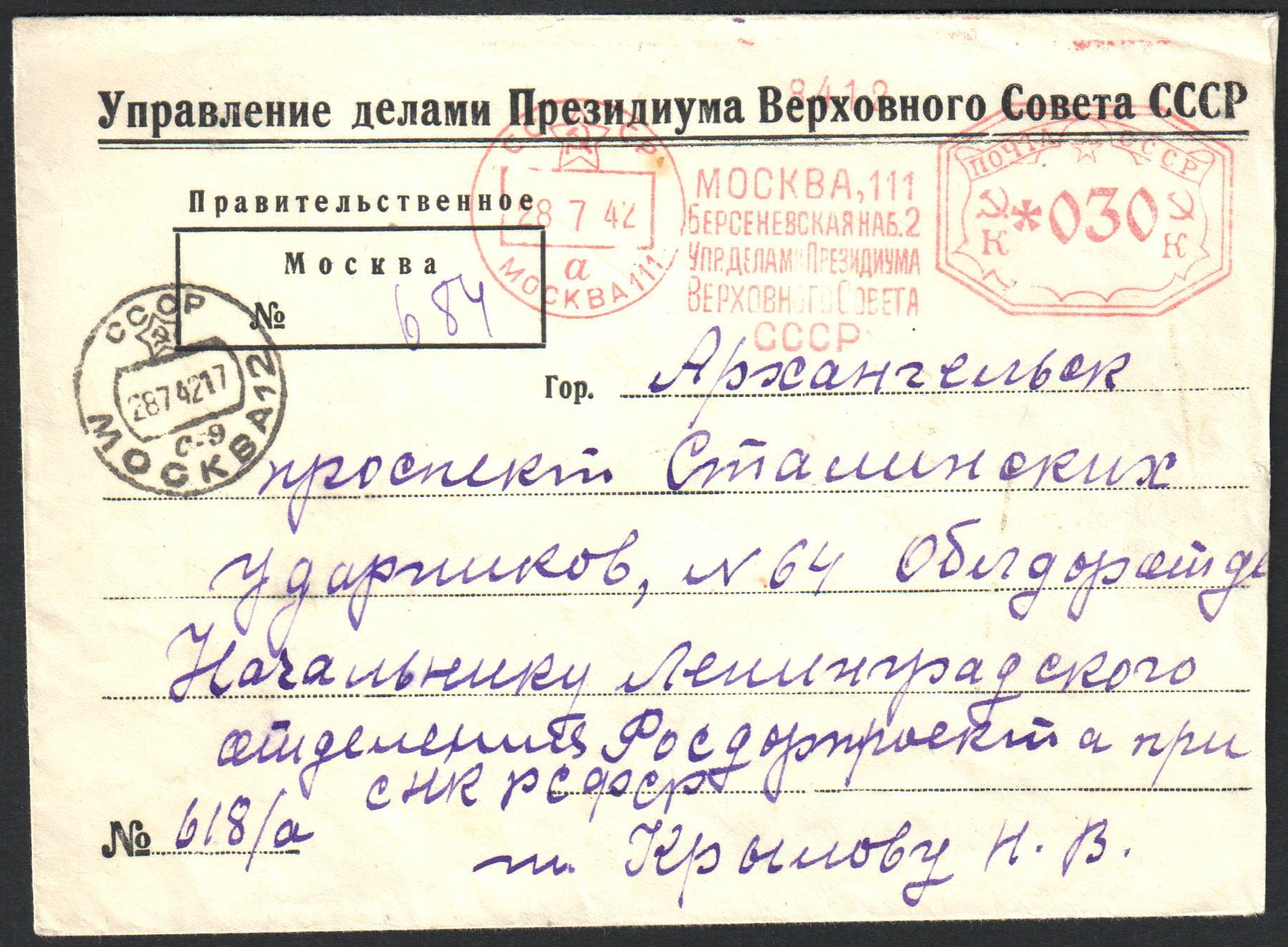
Конверт Управления делами Президиума Верховного Совета СССР с надписью «Правительственное[5]. Москва. № …», франкотипом и календарным штемпелем Москвы (1942)

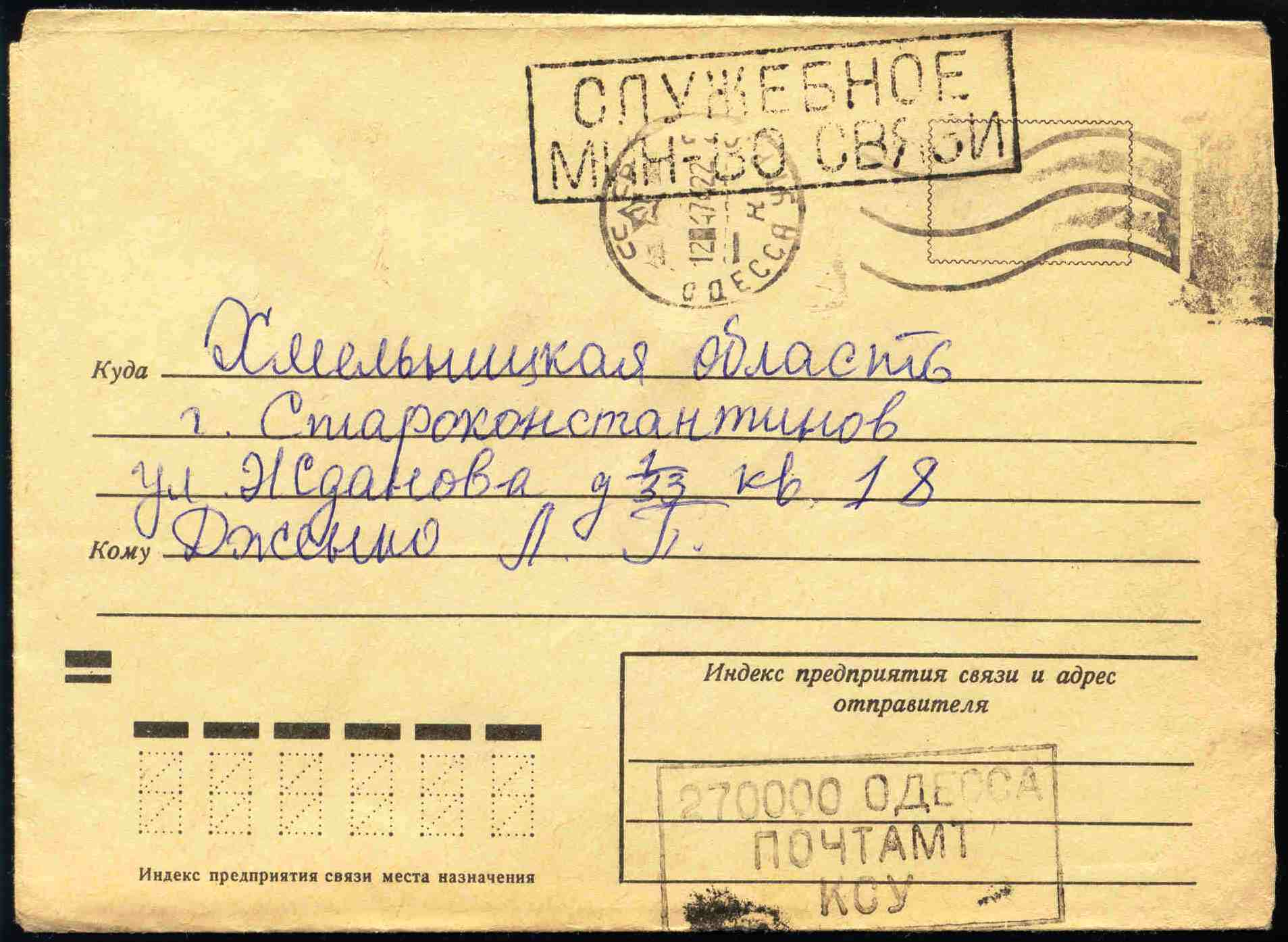
Служебный конверт СССР с оттиском штампа «Служебное. Мин-во связи», календарным и вспомогательными штемпелями почтамта Одессы (1974)
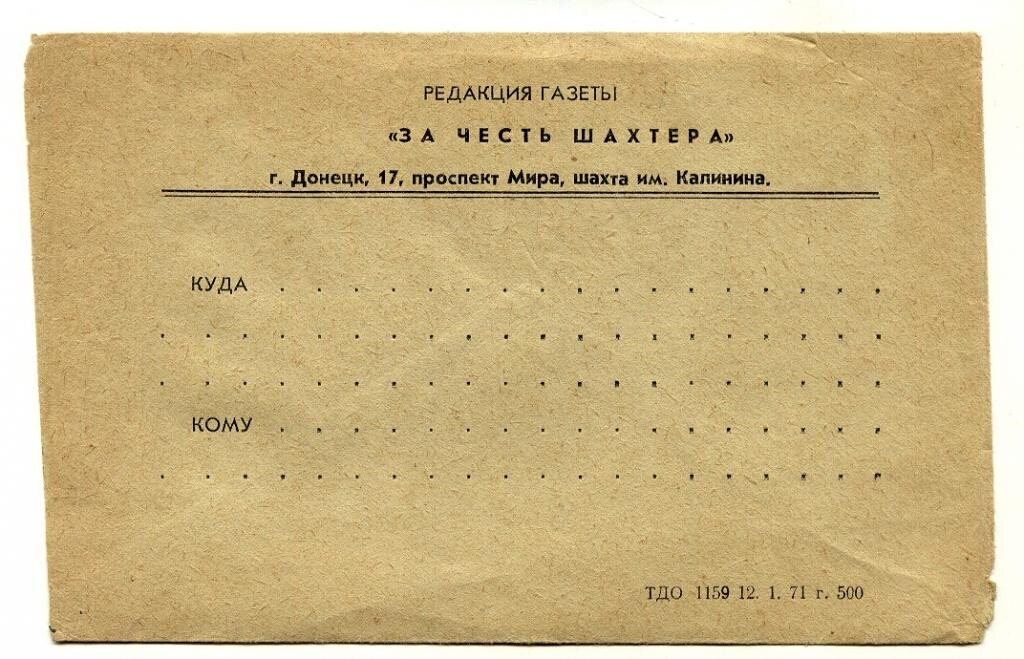
Не прошедший почту местный служебный конверт газеты «За честь шахтёра» (Донецк, 1971)

### Другие страны
В Королевстве Вюртемберг служебных конвертов с маркой было напечатано гораздо больше, чем неслужебных конвертов.

Примеры служебных конвертов других стран
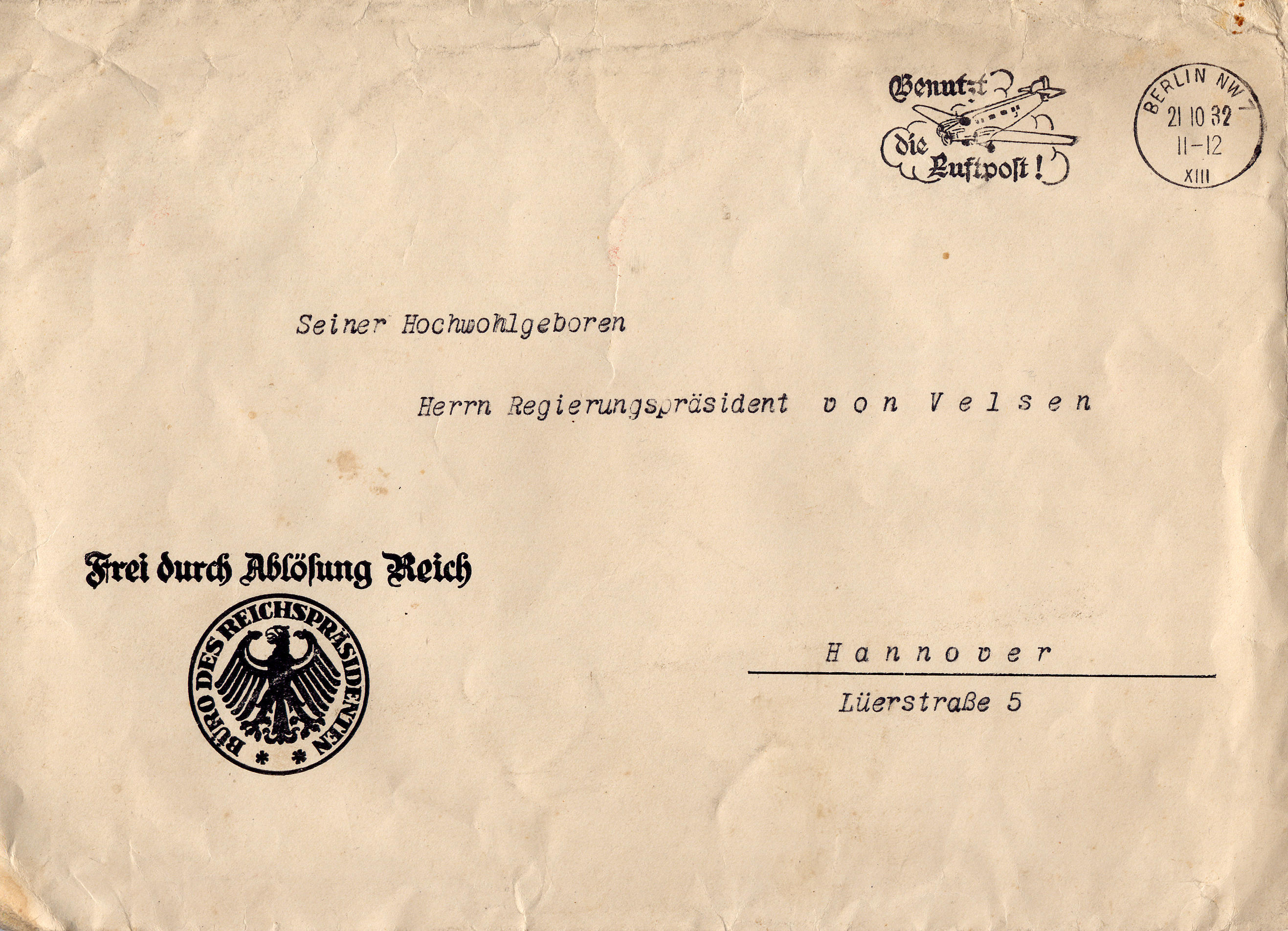
Бюро президента Германии (1932) с пометкой паушальной оплаты (нем. «Frei durch Ablösung Reich»)
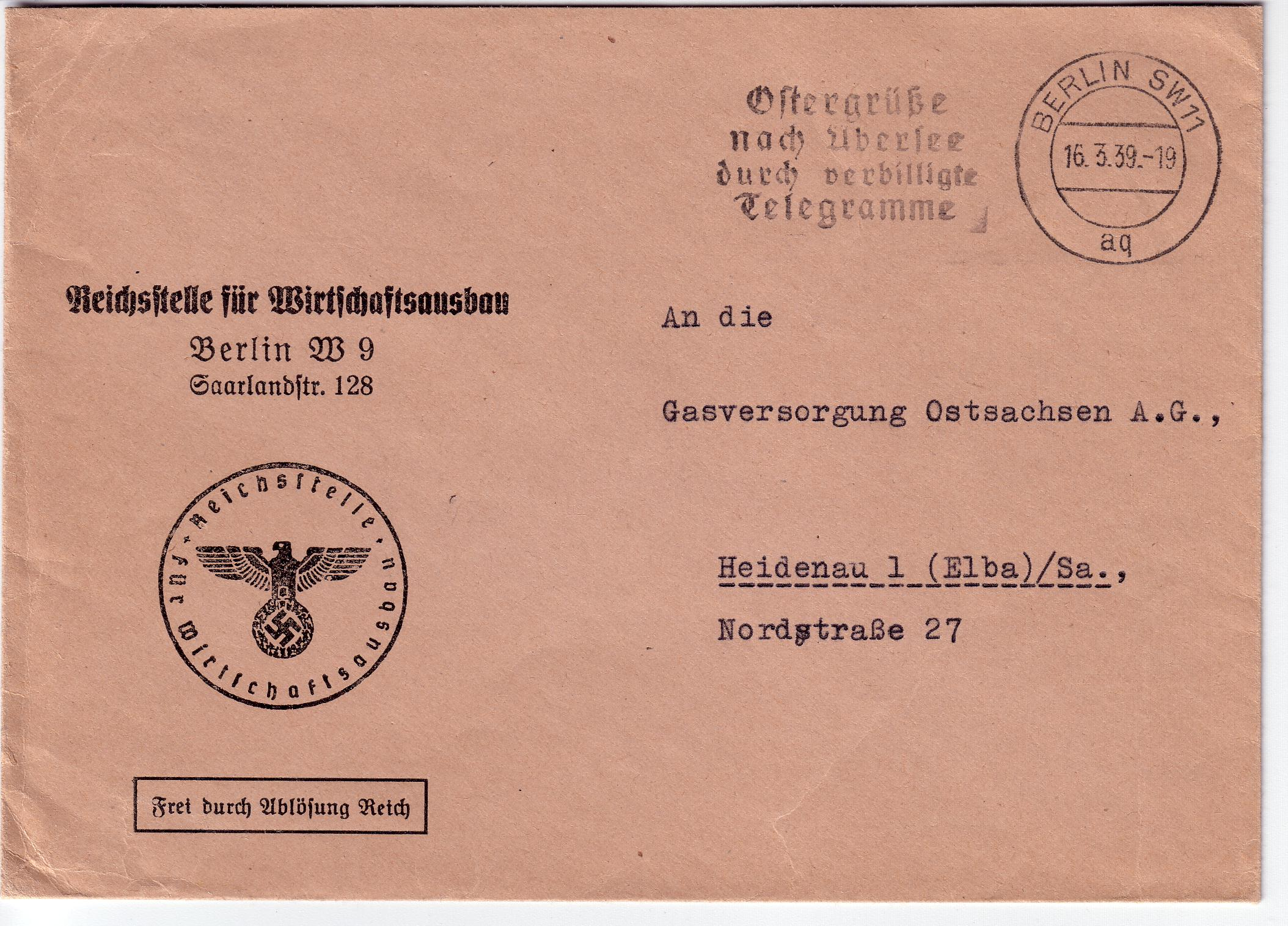
Имперская служба по развитию экономики Германии (1939) с пометкой паушальной оплаты
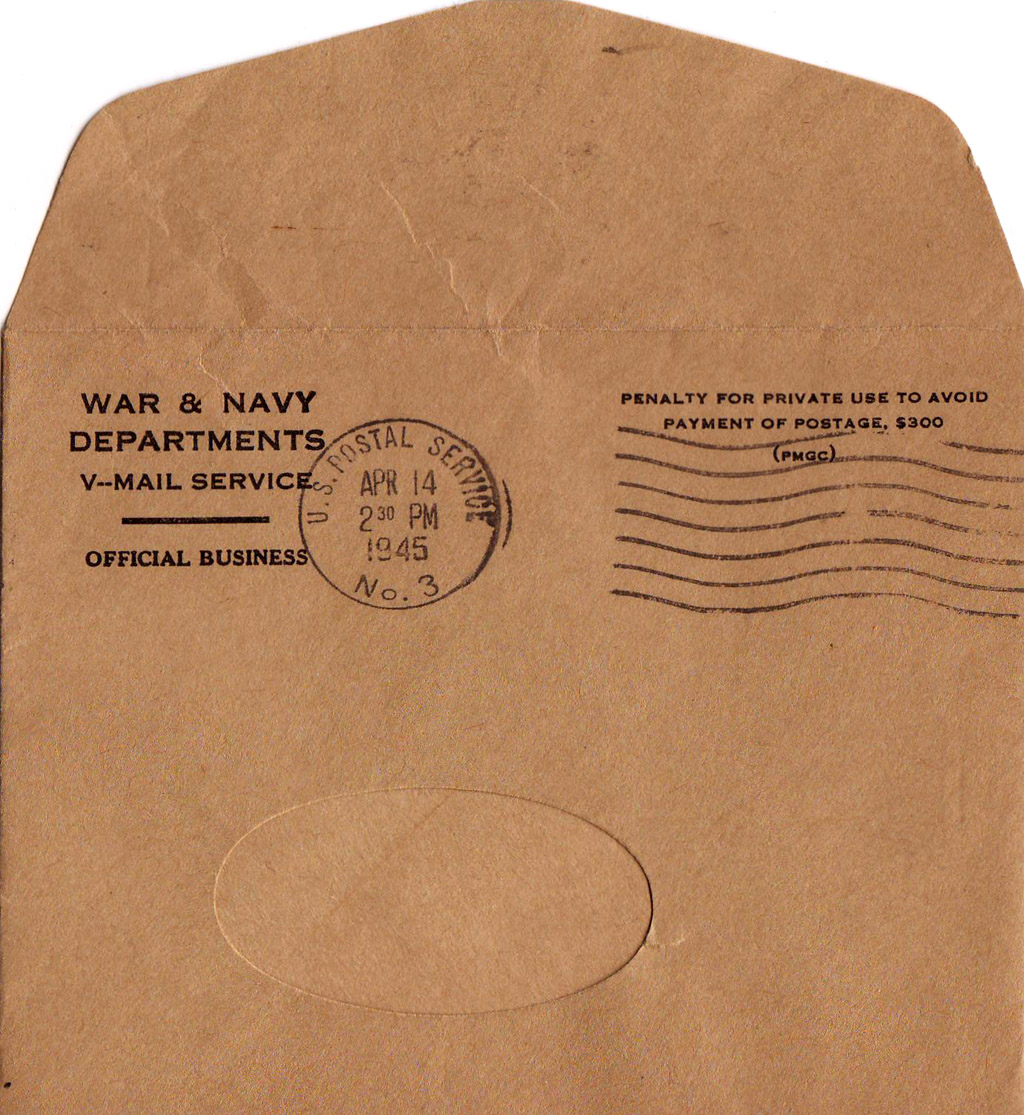
Военное министерство США (1945) — для почтовой службы «Ви-мейл[англ.]»
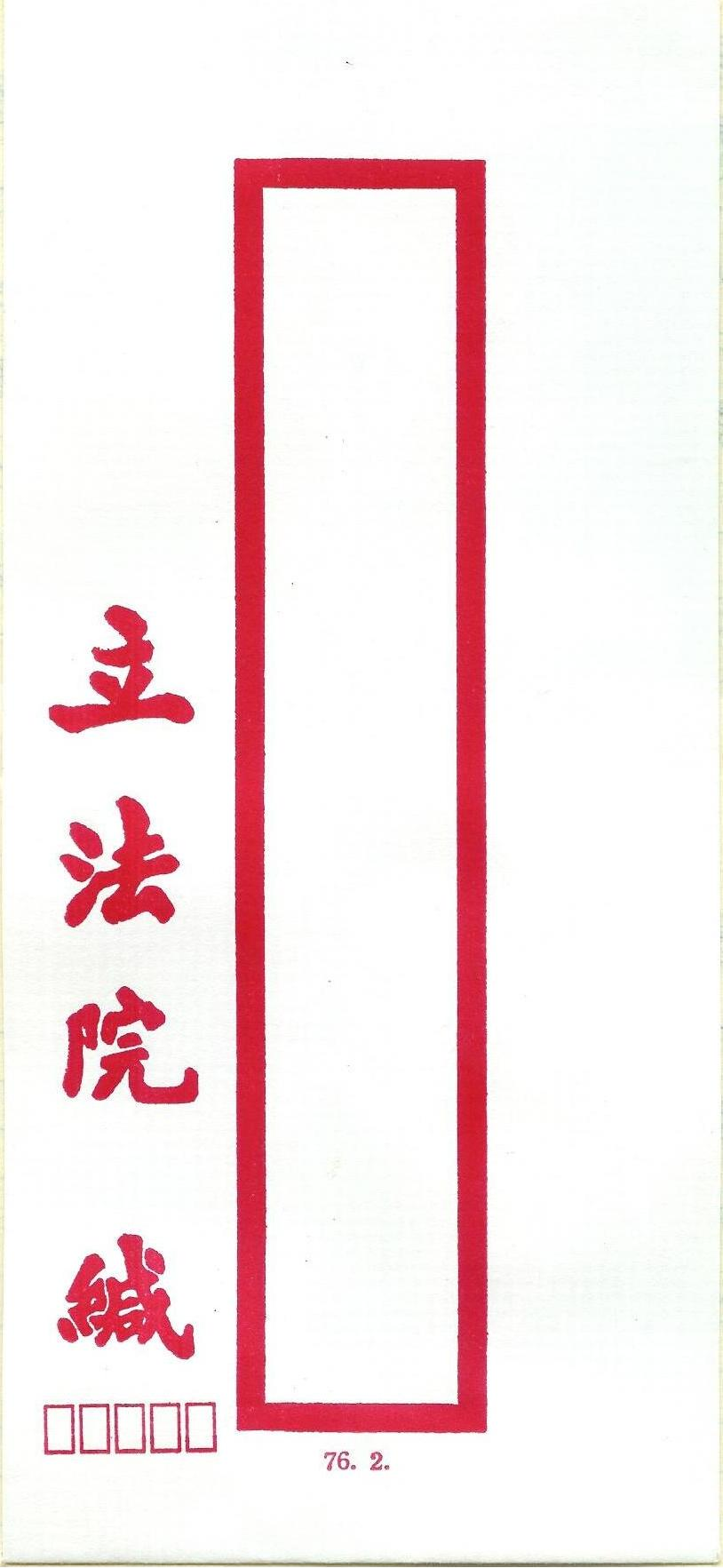
Законодательный Юань Тайваня — для служебного пользования. Красный прямоугольник предназначен для указания имени получателя вертикальным китайским письмом; слева даны адрес и кодовый штамп